# استان کورونگو
استان کورونگو (به اسپانیایی: Provincia de Corongo) یک استان در پرو است که در منطقه انکاش واقع شده‌است. استان کورونگو ۹۸۸٫۰۱ کیلومتر مربع مساحت و ۷٬۷۸۶ نفر جمعیت دارد.